# Cystisoma pellucida
Cystisoma pellucida är en kräftdjursart som först beskrevs av Willemöes-Suhm 1873.  Cystisoma pellucida ingår i släktet Cystisoma och familjen Cystisomatidae. Inga underarter finns listade i Catalogue of Life.